# 자살의 독백
"자살의 독백"(영어: The Suicide's Soliloquy)은 1838년 8월 25일 스프링필드, 일리노이주의 4페이지짜리 휘그당 신문인 상가모 저널에 처음 실린 서명 없는 시로, 아마도 에이브러햄 링컨이 썼을 것으로 추정된다.
링컨 암살 직후, 링컨의 절친한 친구 중 한 명인 조슈아 스피드는 링컨의 전기 작가인 윌리엄 헌던에게 링컨이 "자살의 우울한 제목 아래 몇 줄의 글"을 쓰고 출판했다고 말했지만, 그 글은 결코 발견되지 않았다. 1997년에 독립 작가 리처드 로렌스 밀러는 "자살의 독백"을 발견했고, 2002년에 그것이 링컨의 잃어버린 글에 대한 설명과 일치한다는 것을 깨달았다. 이 시는 링컨의 다른 작품들과 동일한 주제와 스타일을 따르는 것으로 보이지만, 그것이 실제로 링컨에 의해 쓰여졌는지에 대한 논란은 여전히 존재한다.

## 링컨 저작권 논쟁

### 링컨 저작권 찬성 주장
이 시는 링컨이 이전에 다른 작품들을 출판했던 신문인 상가모 저널에 실렸다. 이 시는 링컨이 출판한 다른 많은 시들과 유사한 운율, 박자, 표현 방식, 어조를 사용하며, 이 시를 발견한 리처드 밀러에 따르면 합리성과 광기의 상호 작용이라는 주제는 "특히 링컨다운 정신"을 보여준다. 이 외에도 링컨이 편지나 다른 글에서 표현했던 우울증 증상들이 이 시에서 논의된다. 예를 들어, 링컨의 증상 중 하나는 "생각의 천둥소리로 점철된 뇌 속의 폭풍—자기 비판적이고, 두려움에 차 있고, 절망적"이라고 묘사되었다. 그는 또한 "때로는 가장 달콤한 아이디어를 실처럼 닳게 하고 죽음의 쓰라림으로 바꾸는 생각의 강렬함"에 대해 썼다. 이 시에서 화자는 "이 생각하는 힘을 덜어내기 위해,/ 내 가슴을 미치게 하는,/ 지옥의 높은 벼랑에서 나는 거꾸로 뛰어내려,/ 그 파도 속에서 뒹굴리라"라고 외친다. 이 시의 저작권에 대한 약간의 의심이 남아 있지만, 한 링컨 학자는 "링컨처럼 보인다. 링컨처럼 들린다. 아마도 링컨일 것이다."라고 말했다.

### 링컨 저작권 반대 주장
이 시가 출판된 연도에 대한 일반적인 불일치가 있다. 윌리엄 헌던이 링컨의 가장 친한 친구 중 한 명인 조슈아 스피드를 인터뷰했을 때, 스피드는 처음에 잃어버린 시가 1840년이나 1841년에 출판되었다고 말한 후 1838년으로 결정했다. 그러나 헌던의 글을 주로 모아 작성된 제시 W. 바이크의 초기 권위 있는 전기에서는 잃어버린 링컨의 시가 1841년에 출판되었다고 명시했다. 따라서 링컨의 전기 작가들은 이 시가 역사가들에게 "치명적인 1월의 첫째 날"로 알려진 1841년 링컨의 자살 충동 발작 이후에 나왔을 것이라고 추정했다. 그러나 1835년에는 링컨의 친구들이 친구 앤 러틀리지가 장티푸스로 사망한 후 그가 자살 이야기를 하는 것에 대해 그의 안전을 걱정했던 시기가 있었다. "자살의 독백"은 러틀리지의 장례식 3주년 되는 날에 출판되었는데, 이때 지인들은 링컨이 우울증을 겪고 있다는 것을 처음 알게 되었다.

## 더 읽어보기
- 새로 발견된 시는 링컨의 것일 가능성이 높다, 닐 코넌, Talk of the Nation, NPR, 2004년 6월 9일
- 자살 시는 링컨이 썼을까? NBC News.com의 미국 뉴스에서
- 링컨의 "자살" 시: 발견되었는가?, 리처드 로렌스 밀러, For the People, 2004년 봄